# چاریکار
چاریکار مرکز ولایت پَروان و یکی از شهرهای پرجمعیت افغانستان است.
شهر چاریکار در حدود ۶۴ کیلومتری شمال کابل و در خاور پیوندگاه رودهای غوربند و پنجشیر واقع است. راه اصلی کابل ـ بغلان و نیز شمال افغانستان از چاریکار می‌گذرد.
جمعیت این شهر در سال ۱۹۸۸ در حدود ۲۹٬۴۰۰ نفر برآورد شده بود و امروزه ۵۳٬۶۷۶ تن اعلام می‌شود. منطقهٔ میان کابل و چاریکار متراکم‌ترین منطقهٔ افغانستان از نظر جمعیت است.
این شهر در جایگاه ورودی درهٔ پنجشیر واقع شده‌است.
صنعت پارچهٔ کتان و ساخت کارد و ابزار فلزی چاریکار و پیرامون آن در افغانستان معروف است. کوزه‌گری و انگورهای این شهر نیز معروفند. در دههٔ ۱۹۶۰ میلادی، بزرگ‌ترین کارخانهٔ نساجی افغانستان در گلبهار در نزدیکی چاریکار ساخته شد. که ساخت آن سبب رشد جمعیت چاریکار پس از سال ۱۹۶۲ میلادی شد.
از نقاط دیدنی شهر، تپهٔ گل‌غندی است. گردشگاه تپهٔ گل‌غندی که از گردشگاه‌های بهاری افغانستان است در سال ۱۳۲۴ خورشیدی برابر با ۱۹۴۵ میلادی در زمان میرعلم‌خان شهردار چاریکار بنیاد شد.
در سال ۱۳۲۷ خورشیدی بهای جان، شاعر پشتوزبان از این تپه دیدن کرد و نام آن را تپهٔ گل‌غندی (تپهٔ گل) گذاشت.
مردم این شهر از قوم تاجیک هستند.

## پیشینه
در افسانه‌ها بنیاد شهر چاریکار را به جمشید پادشاه نسبت می‌دهند. بنیاد تاریخی آن را نیز به دست شاه کانیشکا از دودمان کوشانیان می‌دانند. در سال ۱۸۴۱ میلادی و در جریان جنگ انگلیس با افغانستان، یک گروه از سربازان انگلیسی مستقر در چاریکار کشتار شدند.
در ۲۱ ژوئیه ۱۸۸۰ عبدالرحمن خان در شهر چاریکار اعلان پادشاهی کرد.
نیروهای حبیب‌الله کلکانی پادشاه افغانستان، چاریکار را در سال ۱۳۰۸ خورشیدی اشغال نمودند.
پسانترها محمدگل خان مهمند، وزیر داخلهٔ افغانستان که سیاست پشتوسازی را دنبال می‌کرد، شهر چاریکار را به آتش کشید و ویران ساخت.
پس از مداخلهٔ نظامی روسیه در سال ۱۹۷۹، چاریکار صحنهٔ جنگ‌های شدیدی شد.
پس از اشغال منطقه از سوی طالبان، مردم چاریکار در ۲۳ میزان ۱۳۷۵ خورشیدی علیه طالبان قیام کردند.

## جغرافیا

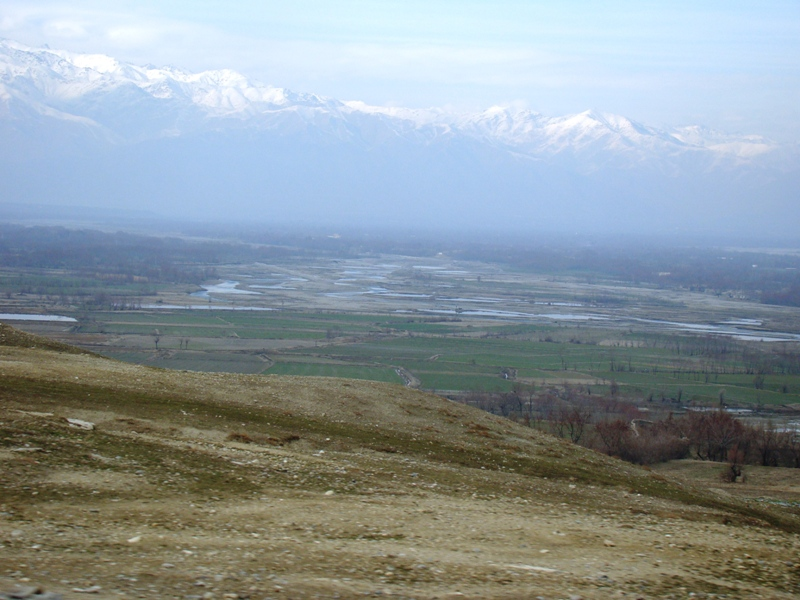
نمای کلی از چاریکار

## حکومت

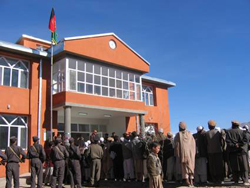
دادگاه ولایت پروان در شهر چاریکار

## ترابری

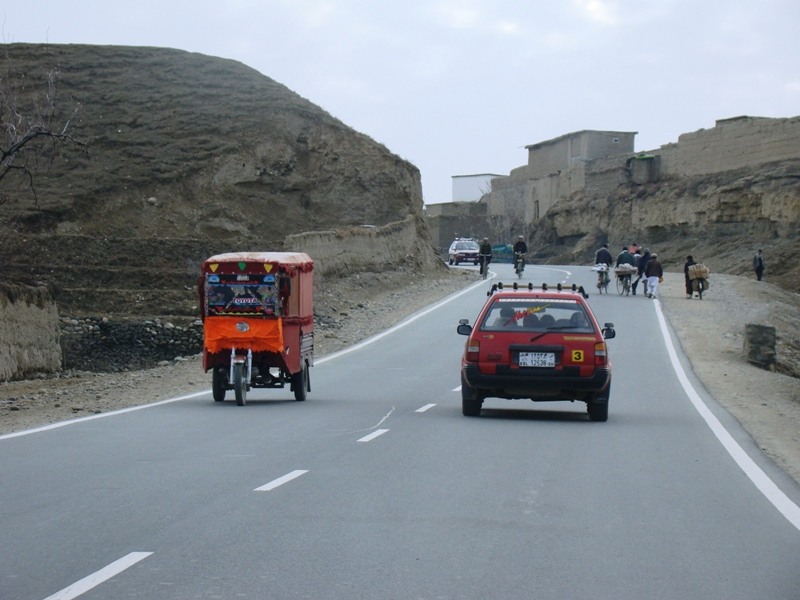
جاده کابل - چاریکار

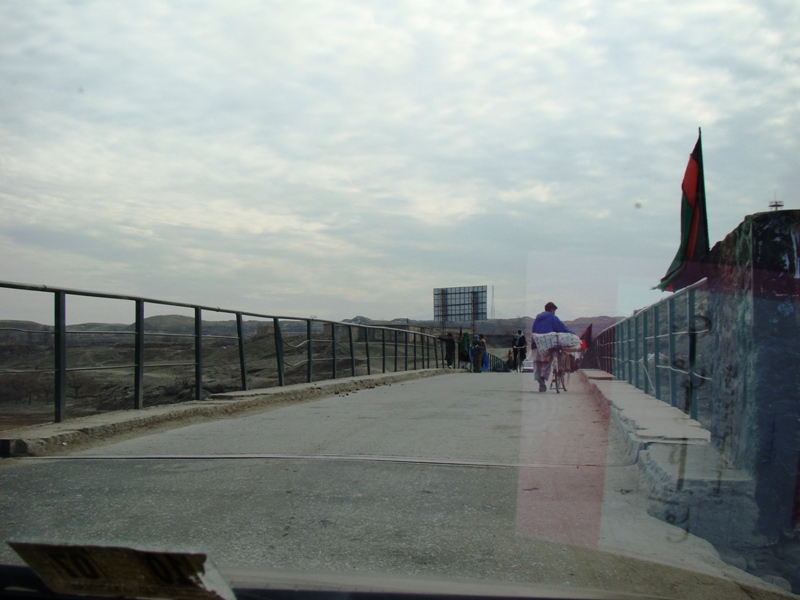
پل سید بالای رودپنجشیر در چاریکار

## روستاها
- بایان علیا
- ده ملایوسف
- قلعهٔ وزیر خان
- قلعهٔ بدل
- تیلانچی
- طوغبیردی
- تتمدره